# ウサギギク
ウサギギク（兎菊、学名：Arnica unalascensis var. tschonoskyi）は、キク科ウサギギク属の多年草。高山植物。別名キングルマ（金車）。
基本変種はエゾウサギギク A. unalascensis var. unarascensis である。

## 分布
本州中部以北・北海道・千島列島・アリューシャン列島の日当たりのよい亜高山帯から高山帯に分布し、草原や礫地に生育する。花期は7～8月。

## 形態
全体に短い縮毛が密生する。茎は分枝せずに直立し、高さ15～35cmになる。根茎は太く、長く横に這う。
根生葉は開花する時には枯れていることが多い。茎葉は2～3対が対生し、下部のものは長さ6～12cm、幅2～4cmのさじ形で縁に小さい鋸歯があり、先は鈍形で基部は狭まって柄に続き茎を抱く。ウサギギクの和名は、この葉の形がウサギの耳を思わせることに由来する。
花茎の先に直径3.5～6cmの鮮黄色～橙黄色の花を上向きに1個つける。
総苞は半球形、総苞片は披針形で2列に並び、頭花は外側1列の舌状花と中の筒状花からなる。筒状花の花冠は暗黄褐色、長さ6～7mmで筒部に短い軟毛が散生し、先は5裂してときに裂片にも毛がある。
葯は黒紫色、花柱は2裂し花柱の枝は鈍頭。舌状花は長さ2cm、幅5～8mmで先は3裂する。

痩果は長さ4～5mm、幅1mmの円柱形で細毛がある。冠毛は褐色で1列、長さ5.5～7mmで、毛には微短毛がある。
- ウサギギクの頭花
- ウサギギクの葉
- 総苞

## 近縁種
- チョウジギク Arnica mallotopus
- エゾウサギギク Arnica unalaschcensis
- オオウサギギク Arnica sachalinensis